# Высочковский сельсовет (Лотошинский район)
Высочковский сельсовет — упразднённая административно-территориальная единица, существовавшая на территории Московской губернии и Московской области до 1954 года.
Поречьенский сельсовет был образован в первые годы советской власти. По данным 1922 года он входил в состав Лотошинской волости Волоколамского уезда Московской губернии.
В 1925 году Поречьенский с/с был преобразован в Высочковский сельсовет.
По данным 1926 года в состав сельсовета входили 3 населённых пункта — Высочки, Поречье, Редькино, а также хутор Подъемки.
В 1929 году Высочковский с/с был отнесён к Лотошинскому району Московского округа Московской области.
17 июля 1939 года к Высочковскому с/с был присоединён Стрешневогорский сельсовет.
29 декабря 1951 года селение Высочки было передано из Высочковского с/с в Михалёвский с/с.
14 июня 1954 года Высочковский с/с был упразднён, а его территория передана в Михалёвский с/с.